# Pieter Pander
Pieter Pander (Drachten, 22 mei 1962) is een Nederlands schilder en tekenaar.

## Leven en werk
Pander werd opgeleid aan de Academie Vredeman de Vries in Leeuwarden (1981-1982) en Academie Minerva in de stad Groningen. Bij Minerva kreeg hij les van onder anderen Matthijs Röling en Jouke Wouda.
Pander maakt figuratieve schilderijen met een losse toets. Hij is vooral een portretschilder, die portretten maakt van dieren en mensen, onder wie kardinaal Simonis (2008), Matthijs Röling (2010) en koning Willem-Alexander (2016) en een aantal zelfportretten. Pander wordt gerekend tot de Noordelijke realisten.
Hij exposeert geregeld, solo-exposities had hij onder andere in het 't Coopmanshûs in Franeker (1992), het Drents Museum (2008) in Assen en in het Pier Pander Museum (2015) in Leeuwarden. In 1997 ontving hij de door Galerie Wiek XX uitgereikte Hielke de Vriesprijs, de jury was "getroffen door Panders eigentijdse verwerking van figuratie en door zijn experimenteerzucht".

## Enkele exposities
- 2008: Geen bloemen in het Drents Museum in Assen en het Scheringa Museum voor Realisme in Spanbroek.
- 2009: De Vier Groten uit het Noorden in de Art Mix Gallery in Antwerpen, met Matthijs Röling, Pieter Knorr en Jan van der Kooi.[6]
- 2014: Kunstenaars kiezen kunstenaars in Museum Martena te Franeker, met onder anderen Matthijs Röling, Jan van der Kooi, Martin Tissing en Hetty de Wette.[7]

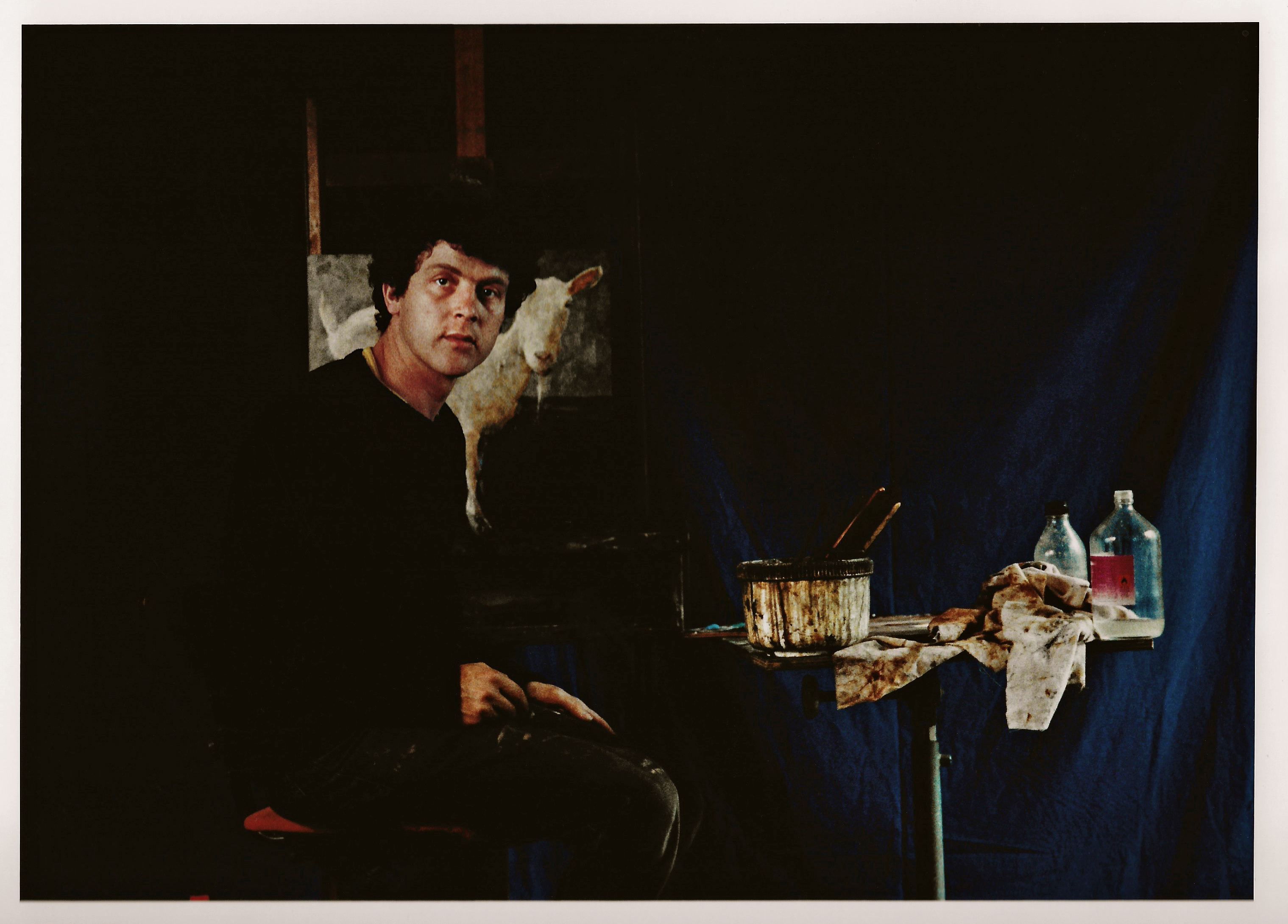
De Friese schilder Pieter Pander in zijn atelier in 1992.